# This Is Noise
This Is Noise è un EP pubblicato dai Rise Against mentre erano in tour nel 2007 nel Canada. È stato pubblicato il 3 luglio 2007 nel Canada, e il 15 gennaio 2008 su iTunes dalla Geffen e caratterizzata da una canzone registrata nello stesso momento dell'album The Sufferer & the Witness, una canzone mentre erano in tour per The Unraveling, e due canzoni dalla colonna sonora di Lords of Dogtown.
Una lista traccia europea era stata annunciata su MySpace il 31 marzo 2008. Avrebbe contenuto differenti lavori e canzoni. La data di pubblicazione è il 7 aprile 2008 in Germania, Gran Bretagna, Svizzera e Italia, e l'11 aprile 2008 per l'Austria.

## Tracce

### Versione internazionale
1. Boy's No Good (Lifetime cover) - 1:18
2. Fix Me (Black Flag cover) - 0:54
3. Obstructed View - 2:02
4. But Tonight We Dance - 2:47
5. Nervous Breakdown (Black Flag cover) - 2:07

### Versione europea
1. Obstructed View
2. But Tonight We Dance
3. Like The Angel (Warped Tour 2006)
4. State Of The Union (Warped Tour 2006)
5. Everchanging (Acoustic)
6. Minor Threat (Minor Threat cover)
7. Nervous Breakdown (Black Flag cover)